# Тиф Ривер Фолс (Минесота)
Тиф Ривер Фолс (енгл. Thief River Falls) град је у америчкој савезној држави Минесота.

## Демографија
По попису из 2010. године број становника је 8.573, што је 163 (1,9%) становника више него 2000. године.
| Група             | 2000.         | 2010.         |
| Белци             | 8.047 (95,7%) | 7.752 (90,4%) |
| Афроамериканци    | 23 (0,3%)     | 179 (2,1%)    |
| Азијати           | 56 (0,7%)     | 59 (0,7%)     |
| Хиспаноамериканци | 137 (1,6%)    | 273 (3,2%)    |
| Укупно            | 8.410         | 8.573         |